# Emma Peuhkurinen
Emma-Helena Alexandra Peuhkurinen (nacida el 30 de noviembre de 1999) es una futbolista finlandesa que juega como mediocampista.

## Carrera
Representó al Oulu Nice Soccer en la Kansallinen Liiga en las temporadas 2016-2019.
Para la temporada 2020, se mudó a KuPS Kuopio, pero se perdió toda la temporada debido a una lesión.
En la temporada 2021 disputó 23 partidos de liga, en los que marcó un gol y ganó el campeonato finlandés.
En la temporada 2022, jugó 20 partidos de liga y ganó su segundo título de liga, y fue elegida mejor jugador de la liga de la temporada.
Al final de la temporada 2022, jugó 90 partidos en la Liga y marcó cinco goles en ellos. Luego se mudó al KIF Örebro DFF, que juega en el Damallsvenskan sueco.
En la temporada 2023, jugó 23 partidos de liga en Suecia, incluidos 19 partidos en el once inicial.

## Selección nacional
Ha jugado en las selecciones juveniles de Finlandia.
Jugó para la selección nacional femenina por primera vez en septiembre de 2022 en un partido de clasificación para la Clasificación de UEFA para la Copa Mundial Femenina de Fútbol de 2023 contra Suecia.
A finales de 2023, había jugado nueve partidos internacionales, cinco veces en el once inicial.